# Palik Piroska
Palik Piroska (Budapest, 1895. augusztus 26. – Budapest, 1966. július 24.) biológus, algológus.

## Végzettsége
Az egyetemi tanulmányainak a befejezése után 1920-ban bölcsészdoktori diplomát nyert növényrendszertan és geológia-földrajz szaktárgyakból. 1939-ben az algák ismerete című tárgyból magántanárrá habilitálták.

## Munkássága
Tagja volt a Magyar Tudományos Akadémia Hidrobiológiai Főbizottságának, az USA-ban működő algológiai társaságnak, a Phycological Society of America-nak. Részt vett a nemzetközi tudományos életben, számos nemzetközi tanácskozáson és kongresszuson tartott előadást.

## Barlangtani munkássága
1960 óta intenzíven foglalkozott a barlangok algaflórájával. Több, eddig ismeretlen, kifejezetten barlangi algafajt és nemzetséget fedezett fel, például a Baradlaia speluncaecola és a Aulakochloris clausiana nevűeket. Feldolgozta a Baradla-barlang, az Abaligeti-barlang, a Mátyás-hegyi-barlang és a Meteor-barlang algaflóráját.